# Trần Thanh Tú
Trần Thanh Tú (sinh ngày 12 tháng 09 năm 1990 tại huyện Châu Thành, tỉnh Đồng Tháp) là kiện tướng cờ vua xuất thân từ lò đào tạo cờ vua Đồng Tháp, cái nôi đã sản sinh ra những tên tuổi nổi bật trong làng cờ vua Việt Nam, như Đào Thiên Hải, Nguyễn Huỳnh Minh Huy, Dương Thế Anh,... Elo cao nhất của anh là 2346. Elo hiện tại của anh xếp thứ 25 Việt Nam. Hiện tại anh đang thi đấu cho đội tuyển cờ vua Cần Thơ.
Tại Giải Vô địch cờ vua nhanh và chớp nhoáng toàn quốc lần thứ 20 tổ chức tại thành phố Hồ Chí Minh từ ngày 30.04.2015 đến ngày 03.05.2015, Trần Thanh Tú đã lên ngôi vô địch nội dung cờ nhanh với phong độ thi đấu ấn tượng. Nội dung cờ nhanh có nhiều cao thủ tham dự như Nguyễn Ngọc Trường Sơn, Nguyễn Đức Hòa (Cần Thơ), Lê Tuấn Minh, Trần Tuấn Minh (Hà Nội). Tuy nhiên, Trần Thanh Tú, lúc này chưa được xếp hạng elo quốc tế ở nội dung cờ nhanh, đã gây hết bất ngờ này đến bất ngờ khác. Anh thắng tới 7/9 ván trong đó có cả hai ván thắng trước Nguyễn Ngọc Trường Sơn, Nguyễn Đức Hòa để lên ngôi vô địch với 8 điểm/ 9 ván. Xếp sau là 2 kỳ thủ Cần Thơ khác gồm Nguyễn Đức Hòa (7,5 điểm), Nguyễn Ngọc Trường Sơn (7 điểm).

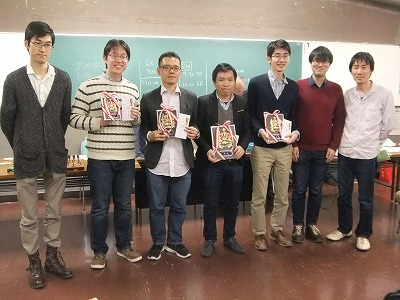
Trần Thanh Tú (giữa) vô địch một giải đấu ở Nhật Bản

Trước đó, Trần Thanh Tú từng cùng đội nam Đồng Tháp vô địch đồng đội cờ tiêu chuẩn tại Đại hội TDTT toàn quốc lần thứ V tổ chức tại Cần Thơ. Năm 2014, anh gia nhập đội cờ vua Kiên Giang và cùng đồng đội giành huy chương bạc cờ tiêu chuẩn tại Đại hội TDTT toàn quốc lần thứ VII tổ chức tại Quảng Ninh. Tại giải này, đội nam Kiên Giang đã dẫn đầu xuyên suốt từ ván 1 đến ván 8, và để tuột mất ngôi vô địch ở ván cuối cùng.
Ngoài cờ vua, Trần Thanh Tú còn theo đuổi đam mê lập trình và tham gia nhiều cuộc thi lập trình cho sinh viên. Trong đó nổi bật nhất là khi anh cùng đồng đội của Đại học Cần Thơ (CTU.Optimists) giành giải Nhất tại kỳ thi Lập trình sinh viên quốc tế ACM-ICPC vòng loại châu Á tại Hà Nội năm 2012. Với kết quả này, đội CTU.Optimists được đặc cách tham dự vòng chung kết toàn cầu cuộc thi Lập trình sinh viên quốc tế ACM-ICPC tổ chức tại St. Petersburg (Nga) từ ngày 30.06.2013 đến ngày 04.07.2013.
Anh hiện đang sống và làm việc tại Nhật Bản và đã tham gia một số giải cờ vua tại đất nước này. Nổi bật nhất trong số đó là chức vô địch Nhật Bản năm 2016. Giải vô địch cờ vua Nhật Bản được tổ chức lần đầu tiên vào năm 1968 khi phong trào cờ vua vừa bắt đầu du nhập vào đất nước này. Đây là giải đấu không phân biệt quốc tịch, giới tính và độ tuổi, các kỳ thủ chỉ cần gia nhập liên đoàn cờ Nhật Bản, vượt qua các giải đấu vòng loại ở địa phương là đủ yêu cầu tham dự. Tính đến năm 2016, đã có bảy người nước ngoài vô địch giải đấu này.
Sau những thành công liên tiếp ở các giải đấu tại Nhật trong năm 2015 và 2016, Trần Thanh Tú được Liên đoàn cờ vua Nhật Bản mời vào đội tuyển chuẩn bị tham dự giải Olympiad Cờ vua thế giới tổ chức vào tháng 9/2016 tại Baku, Azerbaijan. Anh đang có elo cao nhất (2505) dựa trên hệ thống elo của Liên đoàn cờ Nhật Bản, xếp ngay sau anh là kiện tướng quốc tế Shinya Kojima (小島慎也 - 2485) và kiện tướng quốc tế Nanjo Ryosuke (南條遼介 - 2437)

## Thành tích
- Vô địch giải học sinh châu Á lứa tuổi 15[12]
- Vô địch giải các vận động viên xuất sắc toàn quốc năm 2006
- 3 lần vô địch giải trẻ quốc gia nội dung cờ tiêu chuẩn
- 4 lần vô địch giải trẻ quốc gia nội dung cờ nhanh
- 2 lần vô địch giải trẻ quốc gia nội dung cờ chớp nhoáng
- 2 lần vô địch giải các vận động viên trẻ xuất sắc toàn quốc
- 4 lần vô địch Hội khoẻ Phù Đổng toàn quốc
- 5 lần vô địch giải trẻ Đông Nam Á
- Huy chương vàng đồng đội tại Đại hội TDTT toàn quốc năm 2006
- Vô địch giải cờ nhanh quốc gia năm 2015
- Vô địch giải Cờ vua toàn Nhật Bản năm 2016, 2018, 2020
- Giải Nhất tại kỳ thi Lập trình sinh viên quốc tế ACM-ICPC vòng loại châu Á năm 2012